# Episodi de La doppia vita di Henry Phyfe
La prima e unica stagione della serie televisiva La doppia vita di Henry Phyfe (The Double Life of Henry Phyfe) è andata in onda negli Stati Uniti dal 13 gennaio 1966 al 5 maggio 1966 sulla ABC.
| nº | Titolo originale                    | Prima TV USA     | Titolo italiano | Prima TV Italia |
| -- | ----------------------------------- | ---------------- | --------------- | --------------- |
| 1  | Phyfe and a Filly                   | 13 gennaio 1966  |                 |                 |
| 2  | Phyfe on a Ferry                    | 20 gennaio 1966  |                 |                 |
| 3  | Whatever Happened to Yesterday      | 27 gennaio 1966  |                 |                 |
| 4  | Phyfe and the Models                | 3 febbraio 1966  |                 |                 |
| 5  | The Reluctant Lover                 | 10 febbraio 1966 |                 |                 |
| 6  | Phyfe's First Felony                | 17 febbraio 1966 |                 |                 |
| 7  | Unfriendly Persuasion               | 24 febbraio 1966 |                 |                 |
| 8  | Phyfe and the Code Book: Part 2     | 3 marzo 1966     |                 |                 |
| 9  | The Old Flame                       | 10 marzo 1966    |                 |                 |
| 10 | Operation Henry Phyfe               | 17 marzo 1966    |                 |                 |
| 11 | Visit to Washington                 | 24 marzo 1966    |                 |                 |
| 12 | Henry Phyfe Takes a Wife            | 31 marzo 1966    |                 |                 |
| 13 | Jailbird Phyfe                      | 7 aprile 1966    |                 |                 |
| 14 | Spend a Million Phyfe               | 14 aprile 1966   |                 |                 |
| 15 | A Shot in the Dark                  | 21 aprile 1966   |                 |                 |
| 16 | Phyfe Goes Skiing                   | 28 aprile 1966   |                 |                 |
| 17 | Will the Real U-31 Try to Stand Up? | 5 maggio 1966    |                 |                 |

## Phyfe and a Filly
- Prima televisiva: 13 gennaio 1966

### Trama
- Guest star: Alex Bookston, George Cisar (Foley), Tom D'Andrea (ufficiale Smith), Noel Drayton, Lisa Seagram (Beautiful Girl)

## Phyfe on a Ferry
- Prima televisiva: 20 gennaio 1966

### Trama
- Guest star:

## Whatever Happened to Yesterday
- Prima televisiva: 27 gennaio 1966
- Diretto da: Leslie H. Martinson
- Scritto da: Ben Starr

### Trama
- Guest star: Jerry Fujikawa (giapponese spy)

## Phyfe and the Models
- Prima televisiva: 3 febbraio 1966

### Trama
- Guest star:

## The Reluctant Lover
- Prima televisiva: 10 febbraio 1966
- Diretto da: Howard Morris
- Scritto da: Leo Rifkin

### Trama
- Guest star: Nancy Kovack (Chou Chou)

## Phyfe's First Felony
- Prima televisiva: 17 febbraio 1966
- Diretto da: Charles Rondeau
- Scritto da: Al Rogers, Rich Eustis

### Trama
- Guest star:

## Unfriendly Persuasion
- Prima televisiva: 24 febbraio 1966
- Diretto da: Leslie H. Martinson
- Scritto da: Charles Marion, Monroe Manning

### Trama
- Guest star: Red Buttons, Fred Clark, Hope Summers

## Phyfe and the Code Book: Part 2
- Prima televisiva: 3 marzo 1966

### Trama
- Guest star: Lauren Gilbert (Army Doctor), Severn Darden (Bosha), Leon Askin (U-45), Fred Clark (Gerald B. Hannahan), Hope Summers

## The Old Flame
- Prima televisiva: 10 marzo 1966

### Trama
- Guest star:

## Operation Henry Phyfe
- Prima televisiva: 17 marzo 1966

### Trama
- Guest star:

## Visit to Washington
- Prima televisiva: 24 marzo 1966

### Trama
- Guest star:

## Henry Phyfe Takes a Wife
- Prima televisiva: 31 marzo 1966

### Trama
- Guest star:

## Jailbird Phyfe
- Prima televisiva: 7 aprile 1966

### Trama
- Guest star:

## Spend a Million Phyfe
- Prima televisiva: 14 aprile 1966

### Trama
- Guest star: Lisa Gaye, Zeme North (Judy Kimball), Fred Clark (Chief Gerald B. Hannahan), Parley Baer (Mr. Hamble), Marge Redmond (Mrs. Florence Kimball)

## A Shot in the Dark
- Prima televisiva: 21 aprile 1966

### Trama
- Guest star:

## Phyfe Goes Skiing
- Prima televisiva: 28 aprile 1966

### Trama
- Guest star: Fred Clark, Emmaline Henry (Alexandra), Robert Nichols (Hans Menderschmidt)

## Will the Real U-31 Try to Stand Up?
- Prima televisiva: 5 maggio 1966

### Trama
- Guest star: